# 히가시아이노나이역
히가시아이노나이역(일본어: 東相内駅)은 일본 홋카이도 기타미시에 위치한 홋카이도 여객철도 세키호쿠 본선의 철도역이다. 역 번호는 A58이며, 단선 · 섬식의 형태를 합친 2면 2선의 복합 구조를 갖춘 지상역이다.

## 타는 곳
| 1 | ■ 세키호쿠 본선 | (상행) | 루베시베 · 엔가루 · 아사히카와 방면 |              |
| 1 | ■ 세키호쿠 본선 | (하행) | 기타미 · 비호로 · 아바시리 방면     | (당 역 시발) |
| 2 | ■ 세키호쿠 본선 | (하행) | 기타미 · 비호로 · 아바시리 방면     |              |

## 역 주변
- 국도 제39호선
- 기타미 시청 히가시아이노나이 출장소

## 역사
- 1912년 11월 18일 : 일본국유철도의 아이노나이역(초대)으로서 개업. 일반역.
- 1934년 2월 5일 : 히가시아이노나이역으로 개칭. 동시에 가미아이노나이 역이 아이노나이 역(2대)으로 개칭.
- 1984년
  - 2월 1일 : 하물 · 화물 취급 폐지.
  - 11월 10일 : 간이 위탁화.
- 1987년 4월 1일 : 일본국유철도 분할 민영화에 의해, 홋카이도 여객철도가 승계.
- 1992년 4월 1일 : 간이 위탁 폐지, 완전 무인화.
- 1997년 4월 1일 : 히가시아이노나이역으로 개칭.

## 인접 역
| 세키호쿠 본선                    | 세키호쿠 본선   | 세키호쿠 본선                |
| -------------------------------- | --------------- | ---------------------------- |
| A57 아이노나이 신아사히카와 방면 | ■ 세키호쿠 본선 | 니시키타미 A59 아바시리 방면 |